# Liste der Kolonialgouverneure von Portugiesisch-Guinea

Wappen der Kolonie Portugiesisch-Guinea

Diese Liste ist eine Liste der portugiesischen Kolonialgouverneure (Governadores coloniais) der portugiesischen Kolonie Portugiesisch-Guinea, dem heute unabhängigen Guinea-Bissau. Die Jahreszahlen beziehen sich auf die Amtszeiten der Gouverneure, die kursiven Jahreszahlen zeige die de facto bzw. fortführende, geschäftsführende Amtszeit der Gouverneure.
Ab 1614 gehörte die Region Cacheu zum Verwaltungsgebiet der ebenfalls portugiesischen Inselgruppe Kap Verde, ab 1692 gehörte Bissau ebenfalls dazu. Ab 1870 wurde Bolama Portugal zugesprochen. Ab 1879 führte der portugiesische Staat die Verwaltung der Kolonialgebiete von Bissau und Cacheu zum Gebiet Portugiesisch-Guinea (Guiné portuguesa) zusammen und trennte diese von der Verwaltung von Kap Verde. Ab dem 11. Juni 1951 wurde Portugiesisch-Guinea zur „Überseeprovinz“ (Província Ultramarina), ab 1972 ein „Bundesstaat“. Die PAIGC verkündete die einseitige Unabhängigkeit von Portugal am 24. September 1973, die Portugal nach der Nelkenrevolution am 10. September 1974 anerkannte.
| Amtszeit                                  | Name                                                                                | Anmerkungen                                                   |
| 20. April 1879 bis 16. Dezember 1881      | Agostinho Coelho, Gouverneur                                                        |                                                               |
| 16. Dezember 1881 bis 17. März 1885       | Pedro Inácio de Gouveia, Gouverneur                                                 | 1. Amtszeit                                                   |
| 17. März 1885 bis 24. September 1886      | Francisco de Paula Gomes Barbosa, Gouverneur                                        |                                                               |
| 24. September 1886–November 1886          | José Eduardo de Brito, Gouverneur                                                   |                                                               |
| November 1886–April 1887                  | Cesar Augusto Moura Cabral, geschäftsführender Gouverneur                           | 1. Amtszeit                                                   |
| 5. April 1887 bis 30. Mai 1888            | Eusébio Castela do Valle, Gouverneur                                                |                                                               |
| 30. Mai 1888 bis 4. September 1888        | Francisco Teixeira da Silva, Gouverneur                                             |                                                               |
| 4. September 1888 bis 22. Februar 1890    | Joaquim da Graça Correia e Lança, Gouverneur                                        |                                                               |
| 22. Februar 1890 bis 26. Juni 1891        | Augusto Rodrigues Gonçalves dos Santos, Gouverneur                                  |                                                               |
| 26. Juni 1891–1895                        | Luís Augusto de Vasconcelos e Sá, Gouverneur                                        |                                                               |
| 24. April 1893 bis 23. Oktober 1893       | Cesar Gomes Barbosa, geschäftsführender Gouverneur                                  | geschäftsführend für Sá                                       |
| 1895–4. April 1895                        | Cesar Augusto Moura Cabral, geschäftsführender Gouverneur                           | 2. Amtszeit                                                   |
| 4. April 1895 bis 24. Januar 1896         | Eduardo João da Costa Oliveira, Gouverneur                                          |                                                               |
| 24. Januar 1896 bis 25. August 1897       | Pedro Inácio de Gouveia, Gouverneur                                                 | 2. Amtszeit                                                   |
| 25. August 1897 bis 22. Dezember 1897     | Cesar Augusto Moura Cabral, geschäftsführender Gouverneur                           | 3. Amtszeit                                                   |
| 22. Dezember 1897 bis 14. März 1900       | Álvaro Herculano da Cunha, geschäftsführender Gouverneur                            | 1. Amtszeit                                                   |
| 1898–17. Januar 1899                      | Albano Mendes de Magalhães Ramalho, geschäftsführender Gouverneur                   | geschäftsführend für Cunha                                    |
| 2. November 1899 bis 7. Februar 1900      | Fernando Augusto Liso de Santana, geschäftsführender Gouverneur                     | geschäftsführend für Cunha                                    |
| 14. März 1900 bis 12. Juli 1900           | Joaquim José Duarte Guimarães, geschäftsführender Gouverneur                        |                                                               |
| 12. Juli 1900 bis 20. Mai 1903            | Joaquim Pedro Vieira Júdice Biker, Gouverneur                                       |                                                               |
| 5. Mai 1901–1901                          | António Alves de Oliveira, geschäftsführender Gouverneur                            | geschäftsführend für Biker                                    |
| 1901                                      | Joaquim Corte Real Pires, geschäftsführender Gouverneur                             | geschäftsführend für Biker                                    |
| 1901–6. Dezember 1901                     | Amadeu Gonçalves Guimarães, geschäftsführender Gouverneur                           | geschäftsführend für Biker                                    |
| 20. Mai 1903 bis 23. Juli 1903            | José Mateus Lapa Valente, geschäftsführender Gouverneur                             | 1. Amtszeit                                                   |
| 23. Juli 1903 bis 9. August 1904          | Alfredo Cardoso de Soveral Martins, Gouverneur                                      |                                                               |
| 23. April 1904–1904                       | Joaquim Corte Real Pires, geschäftsführender Gouverneur                             | geschäftsführend für Martins                                  |
| 1904                                      | António Marques Perdigão, geschäftsführender Gouverneur                             | geschäftsführend für Martins                                  |
| 9. August 1904 bis 2. Februar 1905        | José Mateus Lapa Valente, geschäftsführender Gouverneur                             | 2. Amtszeit                                                   |
| 2. Februar 1905 bis 13. August 1906       | Carlos de Almeida Pessanha, Gouverneur                                              |                                                               |
| Juni 1905 bis 13. Februar 1906            | José Mateus Lapa Valente, geschäftsführender Gouverneur                             | geschäftsführend für Pessanha                                 |
| 13. August 1906 bis 29. Juni 1909         | João Augusto de Oliveira Muzanty, Gouverneur                                        |                                                               |
| 19. Juli 1907 bis 18. November 1907       | Joaquim Corte Real Pires, geschäftsführender Gouverneur                             | geschäftsführend für Muzanty                                  |
| 1908                                      | Joaquim José Duarte Guimarães, geschäftsführender Gouverneur                        | geschäftsführend für Muzanty                                  |
| 29. Juni 1909 bis 16. August 1910         | Francelino Pimentel, Gouverneur                                                     |                                                               |
| 12. Oktober 1909–1910                     | António Marques Perdigão, geschäftsführender Gouverneur                             | geschäftsführend für Pimentel                                 |
| 23. Oktober 1910 bis 16. August 1913      | Carlos de Almeida Pereira, Gouverneur                                               |                                                               |
| 17. März 1912 bis 23. Oktober 1912        | Sebastião José Pereira, geschäftsführender Gouverneur                               | geschäftsführend für Almeida Pereira                          |
| 16. August 1913 bis 22. November 1913     | Sebastião José Pereira, geschäftsführender Gouverneur                               | 1. Amtszeit                                                   |
| 22. November 1913–April 1914              | José António de Andrade Sequeira, Gouverneur                                        | 1. Amtszeit                                                   |
| April 1914 bis 7. Mai 1915                | Sebastião José Pereira, geschäftsführender Gouverneur                               | 2. Amtszeit                                                   |
| 7. Mai 1915 bis 24. August 1915           | Josué de Oliveira Duque, Gouverneur                                                 | 1. Amtszeit                                                   |
| 24. August 1915 bis 25. August 1915       | Sebastião José Pereira, geschäftsführender Gouverneur                               | 3. Amtszeit                                                   |
| 25. August 1915–Juni 1916                 | José António de Andrade Sequeira, Gouverneur                                        | 2. Amtszeit                                                   |
| Juni 1916 bis 10. Januar 1917             | Sebastião José Pereira, geschäftsführender Gouverneur                               | 4. Amtszeit                                                   |
| 10. Januar 1917 bis 13. Juli 1917         | Manuel Maria Coelho, Gouverneur                                                     |                                                               |
| 13. Juli 1917 bis 9. August 1918          | Carlos Ivo de Sá Ferreira, Gouverneur                                               |                                                               |
| 9. August 1918 bis 21. April 1919         | Josué de Oliveira Duque, Gouverneur                                                 | 2. Amtszeit                                                   |
| 21. April 1919 bis 31. Mai 1919           | José Luis Teixeira Marinho, Gouverneur                                              |                                                               |
| 31. Mai 1919 bis 16. Juni 1920            | Henrique Alberto de Sousa Guerra, Gouverneur                                        |                                                               |
| 16. Juni 1920 bis 21. Juni 1921           | Sebastião José Pereira, geschäftsführender Gouverneur                               | 5. Amtszeit                                                   |
| 21. Juni 1921 bis 20. Dezember 1926       | Jorge Frederico Vélez Caroço, Gouverneur                                            |                                                               |
| 1. Juni 1923 bis 5. April 1924            | Alfredo Vieira, geschäftsführender Gouverneur                                       | geschäftsführend für Caroço                                   |
| 20. Dezember 1926 bis 10. April 1927      | António José Pereira Saldanha, geschäftsführender Gouverneur                        |                                                               |
| 10. April 1927 bis 17. April 1931         | António Leite de Magalhães, Gouverneur                                              |                                                               |
| 1. September 1928–Dezember 1928           | José Manuel de Oliveira de Castro, geschäftsführender Gouverneur                    | geschäftsführend für Magalhães                                |
| Oktober 1929–Dezember 1929                | José Alves Ferreira, geschäftsführender Gouverneur                                  | geschäftsführend für Magalhães                                |
| 17. April 1931 bis 8. Mai 1931            | José Alves Ferreira, geschäftsführender Gouverneur                                  |                                                               |
| 8. Mai 1931 bis 30. Mai 1932              | João José Soares Zilhão, Gouverneur                                                 |                                                               |
| 30. Mai 1932 bis 10. März 1933            | José de Ascenção Valdez, geschäftsführender Gouverneur                              |                                                               |
| 10. März 1933–1940                        | Luís António de Carvalho Viegas, Gouverneur                                         |                                                               |
| 10. Mai 1933–September 1933               | José Peixoto Ponces de Carvalho, geschäftsführender Gouverneur                      | geschäftsführend für Viegas                                   |
| August 1936–1936                          | José Salvação Barreto, geschäftsführender Gouverneur                                | geschäftsführend für Viegas                                   |
| 1938                                      | Augusto Pereira Brandão, geschäftsführender Gouverneur                              | geschäftsführend für Viegas                                   |
| 1940–1941                                 | Armando Augusto Gonçalves de Morais e Castro, geschäftsführender Gouverneur         |                                                               |
| 8. Mai 1941–1945                          | Ricardo Vaz Monteiro, Gouverneur                                                    |                                                               |
| 25. April 1945 bis 20. Januar 1949        | Manuel Sarmento Rodrigues, Gouverneur                                               |                                                               |
| 1948                                      | Mario Ribeiro da Costa Zanatti, geschäftsführender Gouverneur                       | geschäftsführend für Rodrigues                                |
| 1948–1949                                 | Pedro Joaquim da Cunha e Meneses Pinto Cardoso, geschäftsführender Gouverneur       | geschäftsführend für Rodrigues                                |
| 21. Juni 1949–1953                        | Raimundo António Rodrigues Serrão, Gouverneur                                       |                                                               |
| 1953–1954                                 | Fernando Pimentel, Gouverneur                                                       |                                                               |
| 1954–1956                                 | Diogo António José Leite Pereira de Melo e Alvim, Gouverneur                        |                                                               |
| 1956–1957                                 | Álvaro Rodrigues da Silva Tavares, Gouverneur                                       |                                                               |
| 1957–1958                                 | Abel de Castro Roque, geschäftsführender Gouverneur                                 |                                                               |
| 1958–1962                                 | António Augusto Peixoto Correia, Gouverneur                                         |                                                               |
| 1962–1964                                 | Vasco António Martins Rodrigues, Gouverneur                                         |                                                               |
| 20. Mai 1964–1968                         | Arnaldo Schulz, Gouverneur                                                          |                                                               |
| 20. Mai 1968 bis 6. August 1973           | António Sebastião Ribeiro de Spínola, Gouverneur                                    |                                                               |
| 21. September 1973 bis 24. September 1973 | José Manuel Bettencourt Rodrigues, Gouverneur                                       |                                                               |
| 24. September 1973                        | Einseitige Erklärung der Unabhängigkeit als Guinea-BIssau                           | Einseitige Erklärung der Unabhängigkeit als Guinea-BIssau     |
| 24. September 1973 bis 26. April 1974     | José Manuel Bettencourt Rodrigues, Gouverneur                                       |                                                               |
| 27. April 1974 bis 2. Mai 1974            | António Eduardo Mateus da Silva, Gouverneur                                         |                                                               |
| 2. Mai 1974 bis 7. Mai 1974               | São Gouveia, Gouverneur                                                             |                                                               |
| 7. Mai 1974 bis 10. September 1974        | Carlos Alberto Idães Soares Fabião, Bevollmächtigter der Junta de Salvação Nacional |                                                               |
| 10. September 1974                        | Unabhängigkeit von Guinea-Bissau (Anerkennung durch Portugal)                       | Unabhängigkeit von Guinea-Bissau (Anerkennung durch Portugal) |

Für die Zeit nach der Unabhängigkeit von Guinea-Bissau, siehe Liste der Staatsoberhäupter von Guinea-Bissau.